# Over It (Face to Face)
Over It è il primo EP del gruppo skate punk Face to Face pubblicato nel 1994 dalla Victory Records.

## Tracce
1. I Want
2. Nothing New
3. Disconnected
4. AOK
5. I Used To Think
6. Don't Turn Away
7. Not Enpugh

## Formazione
- Trever Keith - voce - chitarra
- Chad Yaro - chitarra
- Matt Riddle - basso
- Rob Kurth - batteria